# Помяри (Люблінське воєводство)
Помяри (пол. Pomiary) — колонія у Польщі, в Люблінському воєводстві Томашовського повіту, ґміни Ярчів.